# Przywilej toruński
Przywilej toruński został wydany 7 stycznia 1520 przez króla Zygmunta Starego, zaś zatwierdzony 4 grudnia 1520 na sejmie w Bydgoszczy. Jego głównym postanowieniem było wprowadzenie przymusu pańszczyzny w wysokości jednego dnia w tygodniu. Do czasu wydania statutu toruńskiego wymiar pańszczyzny obciążający chłopa polskiego wynosił od 2 do 4 dni w roku. Brak ograniczeń dla szlachty i duchowieństwa we władzy nad chłopami prowadził z czasem do wielokrotnego wzrostu pańszczyzny co prowadziło w wielu przypadkach do zbiegostwa chłopów.

## Postanowienia
1. ustanowienie obowiązkowego minimalnego zakresu pańszczyzny w wysokości jednego dnia w tygodniu
2. wolna (tylko dla szlachty) żegluga po Wiśle
3. ograniczenie kompetencji sądów miejskich w przypadku, gdy sprawcą przestępstwa dokonanego w mieście jest szlachcic.